# Joel Grant
Joel Valentino Grant (ur. 26 sierpnia 1987 w Acton) – jamajski piłkarz grający na pozycji ofensywnego pomocnika. Od 2015 jest zawodnikiem klubu Exeter City.

## Kariera klubowa
Swoją karierę piłkarską Grant w zespole Watfordu. W 2005 roku awansował do pierwszej drużyny i w sezonie 2005/2006 zadebiutował w niej w rozgrywkach Football League Championship. W 2006 roku został wypożyczony do Aldershot Town z Conference National, a w 2007 roku przeszedł na stałe do tego klubu. W sezonie 2007/2008 awansował z nim do Football League Two.
Latem 2008 Grant został zawodnikiem Crewe Alexandra. Swój debiut w nim zaliczył 9 sierpnia 2008 w przegranym 1:2 domowym meczu z Brighton & Hove Albion. W sezonie 2008/2009 spadł z Crewe Alexandra z Football League One do League Two. W zespole tym grał do końca sezonu 2010/2011.
W 2011 roku Grant trafił do Wycombe Wanderers, grającego w League One. Swój debiut w nim zanotował 6 sierpnia 2011 w zremisowanym 1:1 domowym meczu ze Scunthorpe United. W sezonie 2010/2011 spadł z Wycombe do League Two.
W 2013 roku Grant ponownie zmienił klub i został zawodnikiem Yeovil Town występującego w Championship. Zadebiutował w nim 24 sierpnia 2013 w przegranym 0:3 domowym spotkaniu z Derby County. Na koniec sezonu 2013/2014 Yeovil został zdegradowane do League One, a na koniec sezonu 2014/2015 do League Two.
W 2015 roku Grant podpisał kontrakt z Exeter City. Swój debiut w nim zaliczył 12 września 2015 w zwycięskim 1:0 domowym meczu z Hartlepool United.
| Sezon   | Klub              | Kraj   | Rozgrywki           | Mecze | Gole |
| ------- | ----------------- | ------ | ------------------- | ----- | ---- |
| 2005/06 | Watford           | Anglia | Championship        | 7     | 0    |
| 2006/07 | Aldershot Town    | Anglia | Conference National | 14    | 3    |
| 2007/08 | Aldershot Town    | Anglia | Conference National | 30    | 3    |
| 2008/09 | Crewe Alexandra   | Anglia | League One          | 28    | 2    |
| 2009/10 | Crewe Alexandra   | Anglia | League Two          | 43    | 9    |
| 2010/11 | Crewe Alexandra   | Anglia | League Two          | 25    | 5    |
| 2011/12 | Wycombe Wanderers | Anglia | League One          | 30    | 4    |
| 2012/13 | Wycombe Wanderers | Anglia | League Two          | 41    | 10   |
| 2013/14 | Yeovil Town       | Anglia | Championship        | 34    | 3    |
| 2014/15 | Yeovil Town       | Anglia | League One          | 21    | 3    |
| 2015/16 | Exeter City       | Anglia | League Two          | 31    | 4    |
| 2016/17 | Exeter City       | Anglia | League Two          | 28    | 5    |
| 2017/18 | Plymouth Argyle   | Anglia | League One          | 35    | 6    |
| 2018/19 | Plymouth Argyle   | Anglia | League One          | 21    | 4    |
| 2019/20 | Plymouth Argyle   | Anglia | League Two          | 29    | 5    |
| 2020/21 | Swindon Town      | Anglia | League One          | 12    | 2    |

## Kariera reprezentacyjna
W reprezentacji Jamajki Grant zadebiutował 26 maja 2014 roku w przegranym 1:2 towarzyskim meczu z Serbią, rozegranym w Harrison. W 2015 roku został powołany do kadry Jamajki na Copa América 2015. Na tym turnieju był rezerwowym i nie zagrał ani razu. W tym samym roku był w kadrze Jamajki na Złoty Puchar CONCACAF 2015. Na tym turnieju zagrał w dwóch meczach: w ćwierćfinale z Haiti (1:0) i w półfinale ze Stanami Zjednoczonymi (2:1). Z Jamajką zajął 2. miejsce w tym turnieju.